# 史蒂夫·比科
斯蒂芬·班图·比科（1946年12月18日—1977年9月12日），是南非反种族隔离运动家，活跃于1960年代至1970年代初。

## 生平
比科在南非创立了黑人觉醒运动，动员了大部分居住在城市的黑人。自从比科被警察拘留期间逝世后，他被称为反种族隔离运动的烈士。他在世的时候，以写作、社会运动等方式尝试使黑人觉醒。比科有一句著名的口号——“黑人是美丽的”，他解释为：“朋友，你很不错，开始抬头看看你这个人。”从1970年代至1990年代中期，非洲人国民大会对他以及黑人觉醒运动十分敌视，但现在则视比科为抗争英雄。